# Oded Goldreich
Oded Goldreich (Tel Aviv, 4 febbraio 1957) è un informatico e crittografo israeliano.
È professore ordinario di informatica presso la Facoltà di matematica e informatica dell'Istituto di scienze di Weizmann, in Israele. I suoi interessi di ricerca spaziano nell'ambito della teoria della computazione, le basi della crittografia e la teoria della complessità computazionale. Per i suoi contributi, ha vinto il Premio Knuth nel 2017.
Goldreich ha contribuito allo sviluppo dei concetti di funzione pseudocasuale, dimostrazioni a conoscenza zero e altre aree della crittografia moderna e della complessità computazionale.

## Opere
Goldreich è autore di diversi libri, tra i quali: Foundations of Cryptography disponibile in due volumi (il primo volume è stato pubblicato nel 2001, mentre il secondo nel 2004), Computational Complexity: A Conceptual Perspective (2008) e Modern Cryptography, Probabilistic Proofs and Pseudorandomness (1998).

## Vita privata
Goldreich ha sposato Dana Ron, informatico presso l'Università di Tel Aviv: i due hanno collaborato in diverse attività di ricerca, ad esempio nel campo degli algoritmi di approssimazione.